# 韋斯特菲爾德 (新澤西州)
韋斯特菲爾德（英語：Westfield）是一個位於美國新澤西州尤寧縣的鎮。

## 人口
根據2020年美國人口普查的數據，韋斯特菲爾德的面積為17.46平方千米，當中陸地面積為17.42平方千米，而水域面積為0.04平方千米。當地共有人口31032人，而人口密度為每平方千米1,777人。